# Антран
Антран (фр. Antran) насеље је и општина у западној Француској у региону Поату-Шарант, у департману Вијена која припада префектури Шателро.
По подацима из 2011. године у општини је живело 1155 становника, а густина насељености је износила 48,49 становника/km². Општина се простире на површини од 23,82 km². Налази се на средњој надморској висини од 49 метара (максималној 158 m, а минималној 37 m).

## Демографија
| 1962. | 1968. | 1975. | 1982. | 1990. | 1999. | 2011. |
| ----- | ----- | ----- | ----- | ----- | ----- | ----- |
| 585   | 648   | 761   | 1.023 | 978   | 1.060 | 1.155 |

График промене броја становника у току последњих година